# アイドルマスター プラチナスターズ
『アイドルマスター プラチナスターズ』（THE IDOLM@STER PLATINUM STARS）は、バンダイナムコスタジオ開発のアイドル育成ゲーム。アイドルマスターシリーズの作品では初のPlayStation 4専用タイトルとして日本では2016年7月28日に、韓国と台湾では2016年9月28日に発売された。

## 概要
プレイヤーが765プロの新人プロデューサーとして奮闘。物語の舞台となるのは合宿所。そこで、13人のアイドルたちと生活しながら交流を深めていきトップアイドルへ導いていく。
当作品は他のシリーズとは繋がりの無いパラレルワールド設定となっている。
本作ではPlayStation 4の性能を活かした様々な新技術や新たな映像表現を採用している。その一つがヴァリアブルトゥーンという技術で『アイドルマスター2』で採用されたセンシティブトゥーンに続く新技術である。トゥーンレンダリングは3Dのポリゴンモデルをイラストのように表現する技術だが、それに3Dのように細かな陰影をつけることができるようになっている。特にライブシーンの演出に力を入れていて、カメラワークの幅を広げたり、観客席の約50000本のペンライトの動きを制御したりして臨場感と迫力が増している。また登場アイドルのモデリングも刷新し、より表情を豊かにできるように現在開発中だと坂上陽三（総合プロデューサー）は語っている。
2015年7月18日に行われた『アイドルマスター』10周年記念ライブイベント「THE IDOLM@STER M@STERS OF IDOL WORLD!! 2015」にて『アイドルマスター（仮称）』として発表され、2016年1月26日にファミ通.comにてタイトルが正式発表された。
パッケージには通常版と限定版が有り、限定版にはライブ音源CDや限定版用オリジナル衣装用プロダクトコードなどが付属する。

## ゲームシステム
ここでは、本作特有のシステムや新規追加・変更されたシステムについて解説する。
プロデュース
プロデュースは12週で1シーズン（季節）、ファンの総数によりプロデューサーランクが上昇する。ランクが上昇すると新たな楽曲が使用可能となったり、同時にプロデュースできるアイドルの人数が増えていく。ただし、OFAのようにプロデュースアイドルが減るようなことはない。
各シーズン終了時には「オールスターライブ」が開催される。オールスターライブはプロデュースしていないアイドルも含む13名全員が登場する。3曲連続で行うライブと、メドレー形式の曲を使用するメドレーライブに分かれている。
ライブ部分は一新され、曲と難易度ごとに異なる、画面上に流れてくるボタンをタイミングよく押す、リズムゲーム形式に変更となり、クリア条件もプレイスコアのみになっている。
OFAで各アイドルが持っていたスキルについては、今回はアクセサリや衣装についており、複数人での思い出アピールやエクストリームバーストはそのスキルを持ったアクセサリや衣装を着用した場合のみ使えるようになった。
アイドルの能力はボーカル・ダンス・ビジュアルの属性がなくなり、替わりにアピール値・バーストランク・思い出ランクが設定された。
アピール値は経験値を稼ぎレベルを上げることで、バーストランクと思い出ランクはライブでエクストリームバーストと思い出アピールをそれぞれ使用した回数の累計で上昇する。アピールの回数についてはそのアピールに参加したアイドルにのみ加算される（トリオのライブでデュオアピールを行った場合、その2人に思い出アピールの回数が加算される）。
ライブ
出演するライブを選択する。
ライブごとに属性が設定されており、その属性に合わせたステージ衣装を着ると獲得スコアが倍になる。
クリアするとファンとマニー、経験値が獲得でき、ランダムでファンからプレゼント（衣装やアクセサリ、アイテム等）を送られることがある。
ファンを一定数獲得する毎にランクアップライブが出来るようになり、これをクリアするとリーダーになっているアイドルのランクが上昇する。
ランクアップライブは3曲連続でプレイした総スコアにより判定される。
営業・レッスン
ライブ以外の仕事とレッスンはここにまとめられている。アイドルランクが上がるごとに上位の営業・レッスンが行えるようになる。
通常営業
リーダーに指定しているアイドル単独の仕事。歌以外のプロモーション的な仕事を行う。マニーを稼げる。
資金営業
雑誌やテレビの取材を受ける。ファン数が増える。実行にはマニーが必要。
レッスン
能力を鍛える。ファン数は増えないが、ライブよりも大きく能力を上げられる。実行にはマニーが必要。
セッティング
ライブ衣装やユニットの編成、使用楽曲、リーダーの変更を行う。
仕立屋
ステージ衣装やアクセサリのお仕立てやお直しができる。

## 登場キャラクター
登場キャラクターのスリーサイズや身長、年齢などに変更はない。

## 収録楽曲
◎はクインテット対応楽曲、☆はオールスター対応楽曲であることを示す。また、初めてゲームで使用された曲は太字で表記する。
初期収録曲
- Happy!!（◎☆新曲）
- ザ・ライブ革命でSHOW!（◎☆新曲）
- THE IDOLM@STER（アーケード版より）
- my song（『L4U』より）
- 私はアイドル♡（Xbox 360版より）
- GO MY WAY!!（Xbox 360版より）
- Honey Heartbeat（◎『2』より）
- キミ＊チャンネル（『OFA』より）
- READY!!（◎アニメ『THE IDOLM@STER』より）
- CHANGE!!!!（◎アニメ『THE IDOLM@STER』より）
- 自分REST@RT（◎アニメ『THE IDOLM@STER』より）
- 99 Nights（◎『OFA』より）
- ビジョナリー（『SHINY FESTA』より）
- edeN（『SHINY FESTA』より）
- Vault That Borderline!（『SHINY FESTA』より）
- 七彩ボタン（PS3版『2』より）
- キラメキラリ（CDシリーズ「MASTER ARTIST」より）
- いっぱいいっぱい（CDシリーズ「MASTER ARTIST」より）
- キラキラいっぱいWAY!!MEDLEY（☆メドレーライブ専用曲。「GO MY WAY!!」「キラメキラリ」「いっぱいいっぱい」のメドレー）
- THE H@PPY LIVE!MEDLEY（☆メドレーライブ専用曲。「THE IDOLM@STER」「ザ・ライブ革命でSHOW!」「Happy!!」のメドレー）

カタログ創刊号収録
- Miracle Night（◎新曲）
- I Want（CDシリーズ「MASTER ARTIST」より）
- 目が逢う瞬間（CDシリーズ「MASTER ARTIST」より）

カタログ2号収録
- 僕たちのResistance（新曲）
- オーバーマスター（◎『SP』より）
- Do-Dai（『L4U』より）

カタログ3号収録
- アマテラス（新曲）
- きゅんっ！ヴァンパイアガール（『2』より）
- 迷走Mind（CDシリーズ「MASTER ARTIST」より）

カタログ4号収録
- L・O・B・M（◎CDシリーズ「MASTER SPECIAL」より）
- フタリの記憶（CDシリーズ「MASTER ARTIST」より）
- Here we go!!（アーケード版より）

カタログ5号収録
- 神さまのBirthday（CDシリーズ「MASTERWORK」より）
- ONLY MY NOTE（◎『OFA』より）
- My Best Friend（Xbox 360版より）

カタログ6号収録
- Little Match Girl（『2』より）
- 9:02pm（アーケード版より）
- i（CDシリーズ「MASTER ARTIST」より）

## CD
THE IDOLM@STER PLATINUM MASTER
『プラチナスターズ』用の新曲のフルバージョンを収録したCDシリーズ。発売元は日本コロムビア。